# Kurumkansky (huyện)
Huyện Kurumkansky (tiếng Nga: ? райо́н) là một huyện hành chính tự quản (raion), của Buryatia, Nga. Huyện có diện tích 12237 km², dân số thời điểm ngày 1 tháng 1 năm 2000 là 16800 người. Trung tâm của huyện đóng ở Kurumkan.